# 白云区 (广州市)
白云区，是中国广东省广州市的一个市辖区，前身为廣州市郊區，面积795.79平方公里，占原广州市老八区面积的一半以上。广州白云国际机场座落在该区人和镇与花都区交界处，白云区北接花都，东接黄埔，南邻越秀、荔湾、天河三区。从广州市中心经机场高速公路到新白云国际机场仅约30分钟的路程，区政府驻景泰街道廣園中路238號。
白雲區名稱來源於该区域內的白雲山。

## 行政区划
- 下辖街道18个：三元里街道、景泰街道、松洲街道、同德街道、黄石街道、新市街道、雲城街道、棠景街道、永平街道、京溪街道、同和街道、均禾街道、嘉禾街道、石井街道、石門街道、白雲湖街道、鶴龍街道、金沙街道、龙归街道、大源街道
- 下辖镇4个：江高镇、人和镇、太和镇、鐘落潭镇[4]

## 人口
根據白雲區第七次全国人口普查數據結果，截至2020年11月1日零時，白雲區常住人口3742991人，佔廣州市常住總人口的20.04%。

## 历史沿革

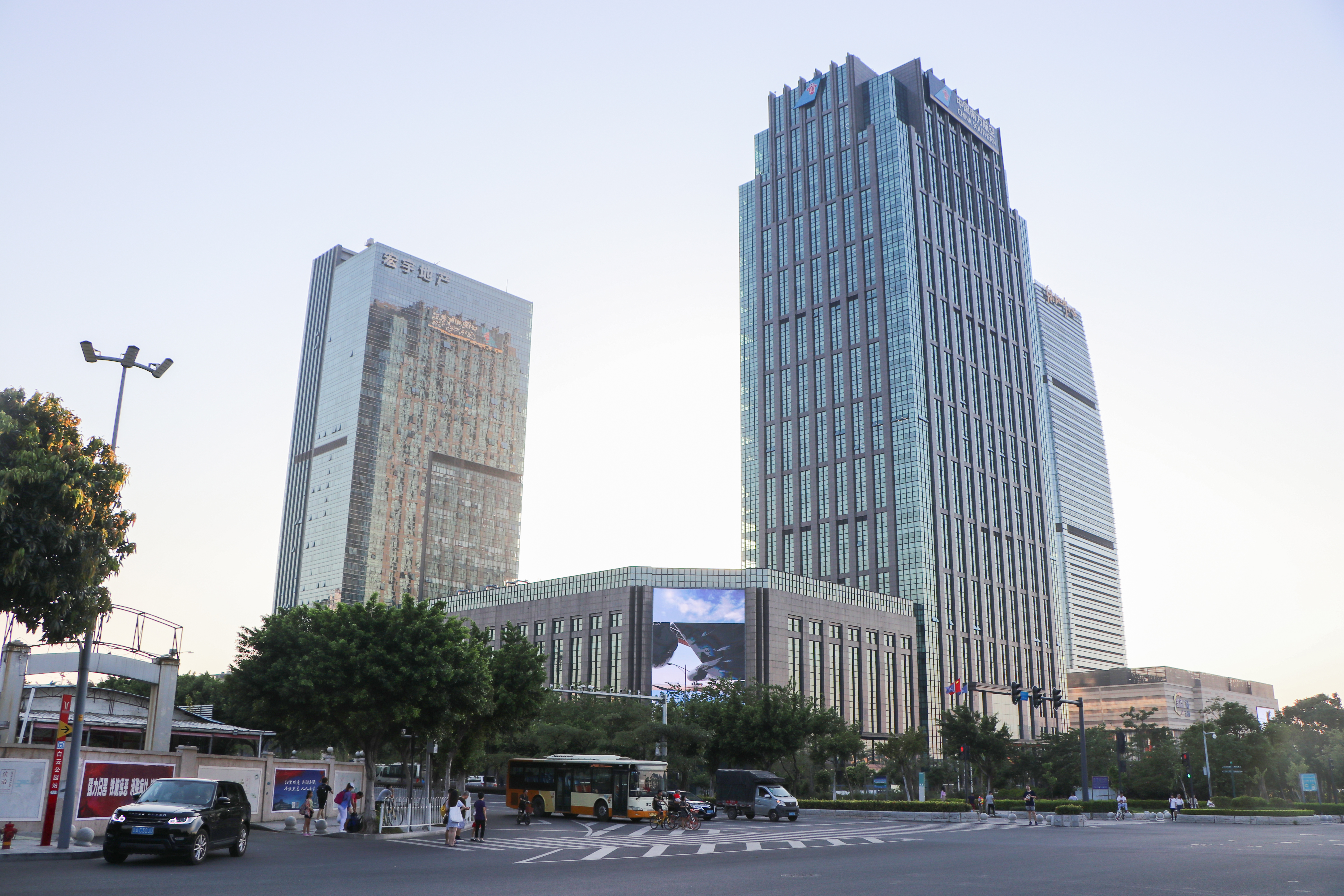
中国南方航空总部

### 古代
商周时期属百越。
秦代，秦始皇三十三年（前214年）归属南海郡番禺县。汉代循之。三国时属东吴广州。隋唐之后归南海。
自北宋中期起，区境东部、北部属番禺，西南部归南海。
明清时期，归属番禺县慕德里巡检司、鹿步巡检司、南海县金利司、三江司。

### 中华民国时期
中华民国十三年（1924年），孙中山以大元帅命令核准广州市区域东至东圃、车陂，南至河南黄埔（村），北至白云山脚，西至增埗对河两小岛。民国二十年（1931年），番禺县属有部分村庄划入广州市。民国二十六年（1937年）六、七月旬，广州市区扩大，北郊、西郊和东郊原来归属番禺县的彬社、公和、敦和、崇文、沥滘、车陂、石牌、冼猎杨、龙洞堡及南海县的上下恩洲划归广州市管辖。
抗日战争爆发后，民国二十七年（1938年）年10月，广州市沦陷。划入广州市的十个乡仍划归番禺、南海两县管辖。
民国三十六年（1947年），广州市乃将十乡归市属列为郊区，设恩洲、龙洞堡、石牌、冼猎杨、彬社、公和、敦和、崇文、沥滘、崇文9个郊区。民国三十七年（1948年）7月，市政府第55次会议议决将市郊9个区调整为6个郊区。

### 中华人民共和国广州市郊区时期
中华人民共和国成立后，广州市人民政府于1949年11月第一次进行市属区域调整。郊区调整为7个行政区。1951年6月，7个郊区又调整为4个郊区。1953年6月，将番禺县部分地区划入广州市，成立黄埔区。1954年6月，又将4个郊区合并为黄埔、白云、新滘等3个郊区。1956年6月，将3个郊区合并为广州市郊区。
1958年1月，番禺县珠江河以北地区（禺东、禺北）划归广州市，番禺县属17个乡、1个镇、23个墟市、474个自然村、344个农业生产合作社，与增城县4个农业生产合作社的28个自然村，一同划入广州市郊区。同年8月，郊区成立12个人民公社。
1958年底，郊区的人和、太和、竹料、钟落潭等4个公社划出，与花县合并为广北县，其余的三元里、鶴洞、江村、石井、沙河、新滘、黃埔、蘿崗等8个公社成立近郊区，撤销郊区。1959年3月，由于国务院没有批准广北县的设置，原郊区划出给花县的4个公社划回郊区，撤销近郊区，恢复花县与广州市郊区的设置。
1960年6月，城市人民公社化运动开展后，撤消郊区，成立2个以工矿企业为中心的人民公社；同年7月改为区。1962年5月，芳村、江村、黄埔3个区合并成立郊区。1965年3月，郊区人和、江村、石龙3个公社及江高镇、雅瑶农场划给花县。1967年1月又重新划回郊区。
1973年5月至1975年5月，黄埔公社7个大队与萝岗公社7个大队从郊区划出，组成黄埔区。1985年5月，郊区所属2个区公所和4个街道划出，成立天河区。郊区所属鹤洞区公所和白鹤洞街、芳村街划出，成立芳村区。1986年5月，郊区所属新滘区公所和赤岗街划给海珠区。

### 白云区时期
- 1987年1月，国务院批准，广州市郊区更名为白云区，列入城区建制。辖15个镇、5个街道和一个渔业联社。

- 1987年8月，天河区同和镇及其所属的行政区域范围划归白云区管辖。同和镇的行政区域范围，除原管辖的同和、京溪两个村外，新市镇管辖的东平、永泰和三元里街管辖的柯子岭村划归同和镇管辖。

- 1988年11月，设置雅瑶镇，管辖原神山镇所属雅瑶村、雅瑶旧村、邝家庄、三向、岑境五个村。撤销槎头街道，设置松洲街道。石井镇螺溪村、河沙村、坦尾村划归松洲街道管辖。12月，设置景泰街道。管辖广园、景泰、云苑等新居民区。

- 1994年11月，设立同德街道。同德街以同德村为基础，同德村从石井镇划出。

- 1995年4月，设置良田镇。竹料镇八个村的行政区域划归良田镇管辖。

- 1999年8月，设立黄石街道。黄石街道管辖原新市镇的江夏、陈田2个村委会和江夏、外语学院2个居委会及原石井镇马务村的黄石花园和祥景花园2个小区。

- 2000年4月，设置新景街道，管辖原新市镇的棠涌、萧岗2个村委会和白云、棠涌、萧岗、汇侨、南航新村5个居委会；设置棠景街道，管辖原新市镇的棠溪、远景2个村委会和远景、合益、棠溪、新市一、新市二、侨爱苑6个居委会。

- 2000年9月，原市农工商集团公司12个行政村移交白云区管理。景泰街接收柯子岭村；同和镇政府接收京溪村、同和村、永泰村、东平村；萝岗镇政府接收黄陂村、八斗村华沙村；九佛镇政府接收山龙村、迳下村、红卫村、长庚村。

- 2000年11月，西郊、河沙、坦尾村（即大坦沙）划入荔湾区。

- 2001年6月，撤销同和镇，设立同和、京溪、永平三个街道，从7月10日起正式运作。

- 2002年8月，撤销石井镇，设立石井、金沙两个街道。撤销新市镇，设立嘉禾、均禾两个街道，同時撤销蚌湖镇并入人和镇[6]。

- 2002年9月，雅瑶镇划归花都区管辖。

- 2003年4月，撤销萝岗镇，设置萝岗街道。同年5月，萝岗街道辖内行政事务移交广州经济技术开发区管委会管理[7][8][9]。同年7月，新景街道更名为新市街道。

- 2004年，神山镇并入江高镇，龙归镇并入太和镇；竹料镇、良田镇、九佛镇并入钟落潭镇。

- 2005年5月，为配合广州市行政区划调整，将钟落潭镇九佛片（原九佛镇）和萝岗街道（原蘿崗镇）划归新成立的萝岗区管辖；而矿泉街道改由越秀区管辖。[5]

- 2013年12月，设立云城街道，管辖原属新市街道的萧岗南、萧岗北、萧岗花园、明珠、齐富、连元桥等6個社区；设立鹤龙街道，管辖原属嘉禾街道的鹤南、鹤边、鹤北、时代玫瑰园、金碧雅苑、乐得、二矿、员村、黄边、尹边、彭上、彭西等12个社区；设立白云湖街道，管辖原属石井街道的夏茅富民、夏茅利民、兵房、大朗、大朗货场、环滘、大冈、唐阁、龙湖等9个社区；设立石门街道，管辖原属石井街道的红星亭岗、红星联兴、滘心、朝阳、鸦岗南、鸦岗北等6个社区。原属均禾街道的新村、科甲、长湴、双和、太和等5个社区划入嘉禾街道。[10]

- 2020年7月，太和镇一分为三，设立大源街道和龍歸街道。[11][12]

## 交通

### 地鐵
- █2号线：三元里站、飞翔公园站、白云公园站、白云文化广场站、萧岗站、江夏站、黄边站、嘉禾望岗站
- █3号线：梅花園站、京溪南方医院站、同和站、永泰站、白云大道北站、嘉禾望岗站、龙归站、人和站、高增站
- █6号线：潯峰崗站、橫沙站、沙貝站
- █8号线：鹅掌坦站、同德站、上步站、聚龙站、石潭站、小坪站、石井站、亭岗站、滘心站
- █9号线：高增站
- █11号线：大金钟路站、中医药大学站、梓元岗站
- █12号线：浔峰岗站、潯峰崗北站、西洲站、聚龙站、廣州白云站、棠涌站、新市墟站、白云文化广场站、廣州體育館站
- █14号线：嘉禾望崗站、白雲東平站、夏良站、太和站、竹料站、鐘落潭站、馬瀝站、新和站

#### 在建線路及車站
- █12号线：景泰站、柯子嶺站、中医药大学站
- █13号线二期：朝阳站、庆丰站、凰岗站、槎头站、西洲站、松溪站、罗冲围站
- █14号线二期：彭边站、鹤南站、创意园站、马务站、新市墟站、岗贝站、乐嘉路站

同時亦有規劃22号线北延段、24号线等线路經過白雲區內。

### 主幹道
白云区的主干道有机场路、广园路、广花路、白云大道、广从路、 广清高速公路、 机场高速公路、 京珠高速公路、北二环高速公路、 广州环城高速公路、广州大道、广州空港大道、华南快线、云城西路、黄石路、增槎路、同德围南北高架、内环路、 105国道等。

## 地标与建筑

### 古迹
- 三元里古庙

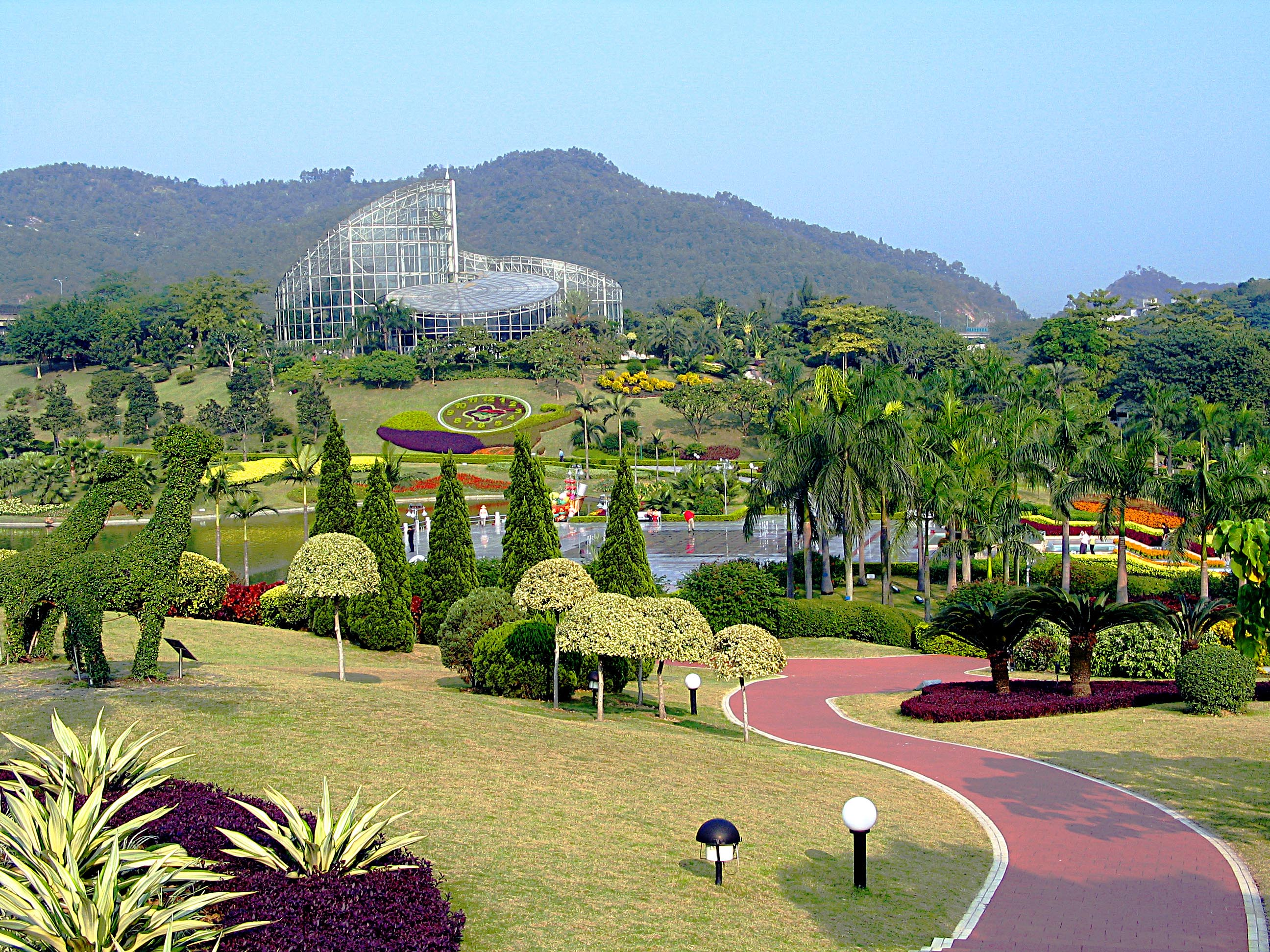
云台花园

  - 三元古廟為國務院公佈的第一批第一號全國重點文物保護單位。在第一次鴉片戰爭時期，三元里人民在三元古廟前誓師抗英，寫下了近代史上中國人民反對外來侵略自發鬥爭並取得勝利的第一頁。
- 臥雲盧
- 升平社学
- 古應芬墓園
- 陳子壯紀念館
- 招子庸紀念館

### 公园游乐园
- 白云山风景区
- 云台花园
- 帽峰山风景区
- 广州雕塑公园
- 南湖游乐园
- 大河马水上世界
- 东方乐园（已关闭）

### 地方设施
- 矿泉别墅
- 沙河大饭店
- 广州体育馆
- 广州白云国际机场
- 广州白云国际会议中心

## 特色小吃
- 太和烧排骨
- 山水河粉
- 帽峰山烧鸡（太和烧鸡）
- 龙归烧肉
- 白云猪手
- 白雲鳳爪
- 鐘落潭腸粉

## 外部連結
- 白云區政府網站